# Séisme de 2014 au Yunnan
Le séisme de 2014 au Yunnan désigne un séisme de magnitude 6,1, survenu le 3 août 2014 à 16 h 30 (heure chinoise), dont l'épicentre a été localisé dans Longtoushan, dans le Yunnan, en Chine, près de la frontière birmane. Au moins 589 morts, plus de 180 disparus et 2 401 blessés sont recensés et plus de 80 000 maisons se sont effondrées et 124 000 ont subi des dégâts.

## Caractéristiques
Le séisme survient à 16 h 30 (8 h 30 UTC), le 3 août 2014. Les agences géologiques américaines indiquent que l'épicentre se situait à 11 km au nord-ouest de Wenping à une profondeur de 10 km dans la province du Yunnan au sud-ouest de la Chine, situé à approximativement 18 km de Zhaotong. Le séisme frappe plus particulièrement le Yunnan, et moins intensément dans les provinces Guizhou et Sichuan, situées à proximité. La magnitude du séisme est mesurée à 6,1 sur l'échelle du moment.
Bien avant, le Yunnan a été frappé par un autre séisme de magnitude 6,3 en 2003.

## Réaction
Le gouvernement chinois a envoyé une équipe de 30 hommes dans la région de l'épicentre immédiatement après le tremblement de terre, ainsi que 2 000 tentes, 3 000 lits pliants ainsi que 3 000 couvertures et 3 000 manteaux pour abriter et vêtir les personnes déplacées et sans abri. La majorité des blessés ont été transportés vers des zones sûres.
Le Premier ministre chinois Li Keqiang, qui s'est rendu à l'épicentre dans la matinée du 4 août,, a envoyé un groupe de travail conjoint pour étudier et aider les habitants dans le besoin.